# Миссеман, Эмма
 Эмма Миссеман  (нидерл. Emma Meesseman; род. 13 мая 1993 года, Ипр, Западная Фландрия, Фландрия, Бельгия) — бельгийская профессиональная баскетболистка, выступающая за турецкий клуб «Фенербахче». Играет в амплуа центровой. Лучший молодой игрок года ФИБА Европа 2011 года. Вторая бельгийка, после Энн Воутерс, которая попала на драфт ВНБА и выступала в заокеанской лиге.
В составе национальной сборной Бельгии выиграла бронзовые медали чемпионата Европы 2017 года в Чехии и 2021 года в Испании и Франции. Помимо этого принимала участие в Олимпийских играх 2020 года в Токио и в Олимпийских играх 2024 года в Париже, на чемпионатах мира 2018 года в Испании и 2022 года в Австралии и чемпионате Европы 2019 года в Сербии и Латвии.

## Биография
Эмма Миссеман является воспитанницей ипрской баскетбольной школы. Первым профессиональным клубом в её карьере стала местная команда «Блю Кэтс»», откуда она в 2008 году была вызвана в кадетскую сборную Бельгии на чемпионат Европы в Польшу. На том первенстве она имела превосходные личные показатели: 15,3 очка в среднем за матч (2-й командный результат и 4–й среди всех баскетболисток), 8,9 подборов (1-й командный и 5–й общий) и 2,5 блок-шота (1-й командный и 2–й общий). В следующем году, на кадетском еврочемпионате в Италии, бельгийки заняли 2-е место, во многом благодаря прекрасной игре Эммы, которая была признана «самым ценным игроком турнира» . Баскетболистка показала лучший результат по подборам (12,8) и блок-шотам (3,4). В проигранном финальном матче с Испанией Миссеман набрала 12 очков и сделала 13 подборов.
В 2010 году произошло одно из главных событий в жизни спортсменки, помимо участия в чемпионате мира (до 17 лет), Эмма в 17 лет дебютировала в основной национальной команде на квалификационном турнире к чемпионату Европы — 2011. 5 августа 2010 года в игре против сборной Италии она отыграла 4 минуты и сделала 1 блок-шот.
Юниорский чемпионат Европы 2011 года прошёл под абсолютным превосходством Эммы Миссеман над всеми баскетболистками. Лучшие показатели по очкам (16,9), подборам (10,3), блок-шотам (2,4), 5 дабл-даблов. А что она сотворила в финале против французской сборной? Больше всех набрала очков (25), подборов (9), перехватов (3), блок-шотов (3). Такое преимущество одной баскетболистки над всеми остальными, является редчайшим явлением. Впервые в своей истории сборная Бельгии выиграла европейское первенство, а Эмма была признана MVP турнира. Признанием её таланта стало награждение ФИБА Европой званием Молодым игроком года .
В бельгийском первенстве Эмма впервые привела к чемпионскому титулу свою «родную» команду из Ипра. За четыре сезона в «Блю Кэтс» баскетболистка три года подряд входила в «символическую пятёрку» национального чемпионата, в сезоне 2010/11 также признавалась лучшим центровым и имела лучшие показатели по подборам (11,1), перехватам (2,8) и блок-шотам (2,8).
В свой последний бельгийский сезон, когда она стала чемпионкой страны, Миссеман, по версии сайта Eurobasket.com, признана игроком года в Бельгии, лучшим центровым. Её показатели результативности в финальной серии против «ББК Кангурус» ошеломляют: первый матч — 30 очков и 18 подборов, второй — 24 очка и 10 подборов, третий — 26 очков и 9 подборов. Также она стала лучшим бомбардиром первенства (19,4 очка) .
В 2012 году баскетболистка переезжает во Францию, в один из сильнейших европейских первенств. За два года в «ЖБК Вильнёв-д’Аск» Миссеман неизменно была лучшей в команде по подборам и блок-шотам.
15 апреля 2013 года произошло ещё одно «знаковое» событие, Эмма стала второй, после великой Энн Воутерс, бельгийской баскетболисткой задрафтованной клубом ВНБА. «Вашингтон Мистикс» выбрал 19-летнюю спортсменку под общим 19 номером. Дебют в заокеанской лиге не заставил себя долго ждать, 29 мая 2013 года в матче против «Талсы Шок» за 10 минут она отдала 3 передачи и сделала 2 подбора. Миссеман, за 2 сезона, имеет стопроцентный показатель по количеству матчей за вашингтонский клуб. С каждым годом её результаты повышаются, внося ощутимый вклад в игру своей команды.
| Сезон | Чемпионат | Чемпионат | Чемпионат | Чемпионат | Плей-офф | Плей-офф | Плей-офф | Плей-офф |
| Сезон | Игр       | Очк       | Подб      | Перед     | Игр      | Очк      | Подб     | Перед    |
| ----- | --------- | --------- | --------- | --------- | -------- | -------- | -------- | -------- |
| 2013  | 34        | 4,4       | 3,1       | 1,2       | 3        | 4,0      | 1,3      | 1,0      |
| 2014  | 34        | 10,1      | 6,4       | 2,5       | 2        | 12,5     | 8,0      | 0        |

Во французском первенстве сезона 2013/14, специалисты сайта Eurobasket.com, признали Эмму лучшей центровой и включили в «символическую пятёрку» .
С осени 2014 года Миссеман начинает выступать за российский «Спарта&К». С 2016 года выступает за екатеринбургский "УГМК".

### Статистика выступлений за сборную Бельгии
| Сборная        | Сезон | Место   | Чемпионат | Чемпионат | Чемпионат | Чемпионат |
| Сборная        | Сезон | Место   | Игр       | Очк       | Подб      | Перед     |
| -------------- | ----- | ------- | --------- | --------- | --------- | --------- |
| ЧЕ (до 16 лет) | 2008  | 5       | 8         | 15,3      | 8,9*      | 2,5       |
| ЧЕ (до 16 лет) | 2009  |         | 9         | 14,6      | 12,8*     | 1,2       |
| ЧЕ (до 18 лет) | 2011  |         | 9         | 16,9*     | 10,3*     | 1,9       |
| ЧМ (до 17 лет) | 2010  | 4       | 8         | 14,4      | 9,6*      | 1,9       |
| Ч Е            | 2011  | Квалиф. | 10        | 7,7       | 4,5       | 0,6       |
| Ч Е            | 2013  | Квалиф. | 8         | 10,8*     | 7,9*      | 1,4*      |

* — лучший показатель в команде

## Достижения
- Чемпион Европы среди юниорок: 2011
- Серебряный призёр чемпионата Европы среди кадеток: 2009
- Чемпион Евролиги: 2016, 2018, 2019, 2021, 2023
- Бронзовый призёр Евролиги: 2017
- Чемпион Бельгии: 2012
- Чемпион России: 2016, 2017, 2018
- Обладатель кубка Бельгии: 2012
- Полуфиналист Кубка Европы ФИБА: 2014
- MVP Евролиги: 2023
- MVP финала Евролиги: 2018.